# Мечислав Ґридзевський
Мечислав Ґридзевський (пол. Mieczysław Grydzewski, ім'я при народженні Mieczysław Grycendler; нар. 27 грудня 1894, Варшава — пом. 9 січня 1970, Лондон) — польсько-єврейський історик, фейлетоніст, журналіст, редактор і видавець.

У міжвоєнний період — один із засновників і практично одноосібний редактор часопису «Скамандер» (виходив у Варшаві в 1920—1928 роках, а потім у 1935—1939 роках), довкола якого сформувалася літературна група під тією ж назвою, і тижневика «Tygodnik Literacki». Тижневик «Tygodnik Literacki» виходив у Варшаві в 1924—1939 роках, а далі емігрував разом зі своїм редактором і під різними назвами («Wiadomości Polskie, Polityczne i Literackie» й просто «Wiadomości») виходив у Парижі (від 1939 року) та в Лондоні (від 1940 року) упродовж чотирьох десятиліть.

У повоєнний період часопис «Wiadomości» став одним із найважливіших осередків, поруч із паризькою «Культурою» Єжи Ґедройця, довкола яких гуртувалося громадсько-політичне й культурне життя польської еміграції.

1957 року Мечислав Ґридзевський створив еміграційну Академію Літератури (звану Академією Ґридзевського) і встановив щорічну премію часопису «Wiadomości» за найкращу польську книжку, видану на еміґрації. Цю премію присуджували до 1990 року. 

1970 року премію Академії Ґридзевського здобув Анджей Хцюк за книжку «Атлантида», присвячену рідному Дрогобичу, що побачила світ в Лондоні 1969 року накладом Польської Культурної Фундації (Polska Fundacja Kulturalna). 

2011 року київське видавництво «Критика» [Архівовано 31 січня 2012 у Wayback Machine.] видало український переклад «дрогобицької дилогії» Анджея Хцюка: книжок «Атлантида» та «Місяцева земля» [Архівовано 16 жовтня 2012 у Wayback Machine.].